# Eureka (film, 2000)
Pour les articles homonymes, voir Eurêka (homonymie).
Pour plus de détails, voir Fiche technique et Distribution.
Eureka (ユリイカ, Yurīka) est un film japonais réalisé par Shinji Aoyama, sorti en 2000.

## Synopsis
Deux ans après la prise en otage d'un bus ayant tourné au massacre, les trois seuls survivants se retrouvent : l'ancien chauffeur, Makoto Sawai, retourne pour la première fois vivre dans la petite ville de campagne, lieu du drame, il y retrouve les deux enfants qui étaient assis au fond du bus, un frère et une sœur, Kozue et Naoki, qui habitent seuls. Il emménage avec eux. Aux enfants comme à lui-même, il va tâcher de réapprendre à vivre malgré le traumatisme.

## Fiche technique
- Titre : Eureka
- Titre original : ユリイカ (Yurīka?)
- Réalisation : Shinji Aoyama
- Scénario : Shinji Aoyama
- Production : Takenori Sentō et Philippe Avril
- Musique : Shinji Aoyama, Albert Ayler, Jim O'Rourke et Isao Yamada
- Photographie : Masaki Tamura
- Montage : Shinji Aoyama
- Décors : Takeshi Shimizu
- Pays d'origine : Japon
- Langue originale : japonais
- Format : noir et blanc (Sepiatone) - 2,35:1 - DTS - 35 mm
- Genre : drame
- Durée : 217 minutes[1]
- Dates de sortie :
  - France : 18 mai 2000 (festival de Cannes 2000), 29 novembre 2000 (en salles)
  - Japon : 20 janvier 2001[1]
  - Belgique : 8 août 2001

## Distribution
- Kōji Yakusho : Makoto Sawai
- Aoi Miyazaki : Kozue Tamura
- Masaru Miyazaki : Naoki Tamura
- Yōichirō Saitō : Akihiko
- Sayuri Kokusho : Yumiko
- Ken Mitsuishi : Shigeo
- Gō Rijū : Le preneur d'otages
- Yutaka Matsushige : Matsuoka
- Sansei Shiomi : Yoshiyuki Sawai
- Kimie Shingyōji : La mère
- Eihi Shiina : Keiko Kono
- Machiko Ono : Mikiko

## Distinctions

### Récompenses
- Festival de Cannes 2000 : prix FIPRESCI[2] et prix du jury œcuménique.
- Prix de l'Âge d'or 2000
- Festival international du film de Singapour 2001 : Prix du meilleur film asiatique
- Japanese Professional Movie Awards 2002 : prix de la meilleure actrice débutante pour Aoi Miyazaki

### Sélections
- Festival de Cannes 2000 : sélection en compétition officielle
- Camerimage 2000 : prix de la meilleure photographie pour Masaki Tamura